# Kniže & Comp.

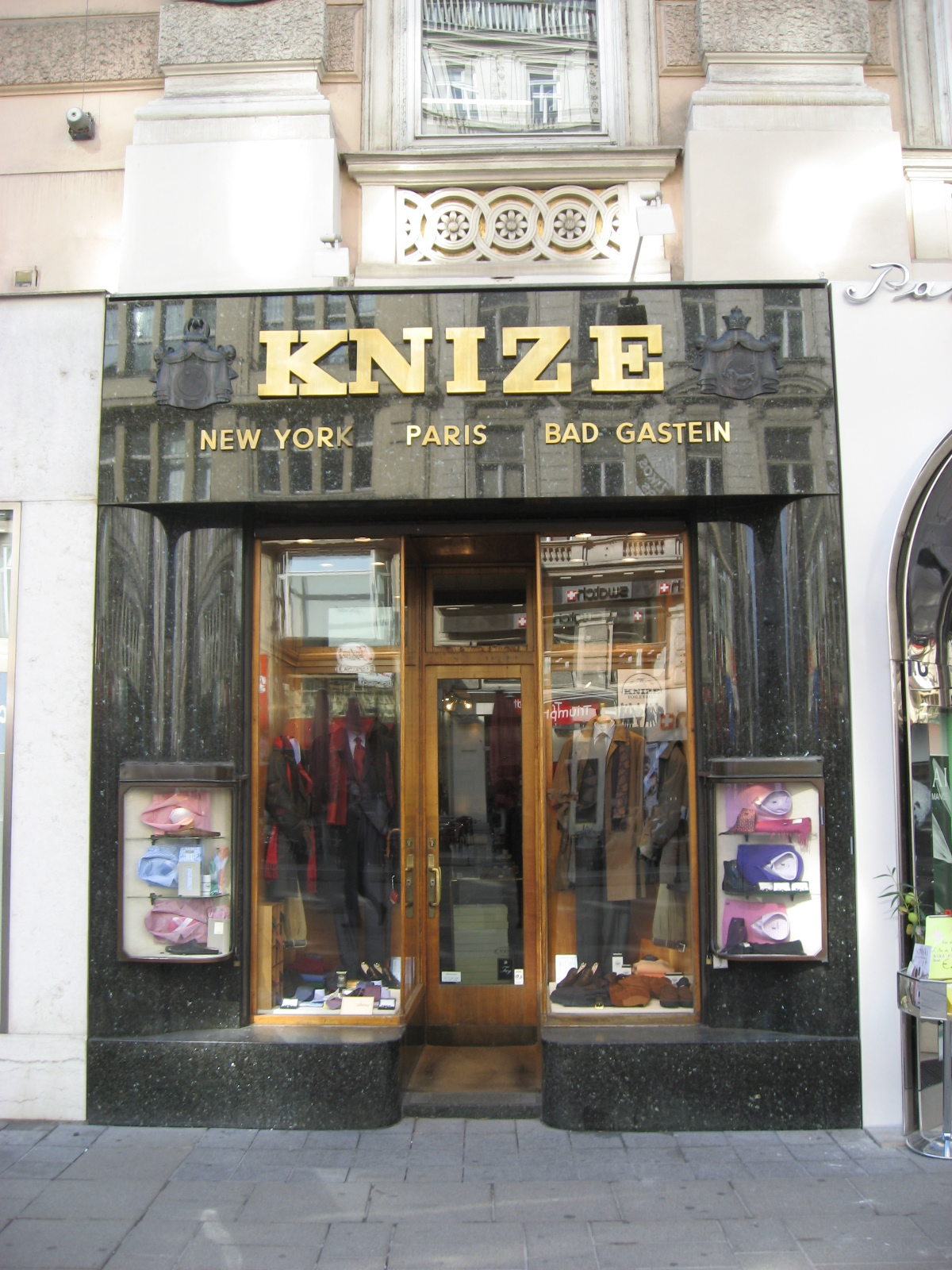
Das Geschäft am Graben 13 in Wien wurde von Adolf Loos gestaltet

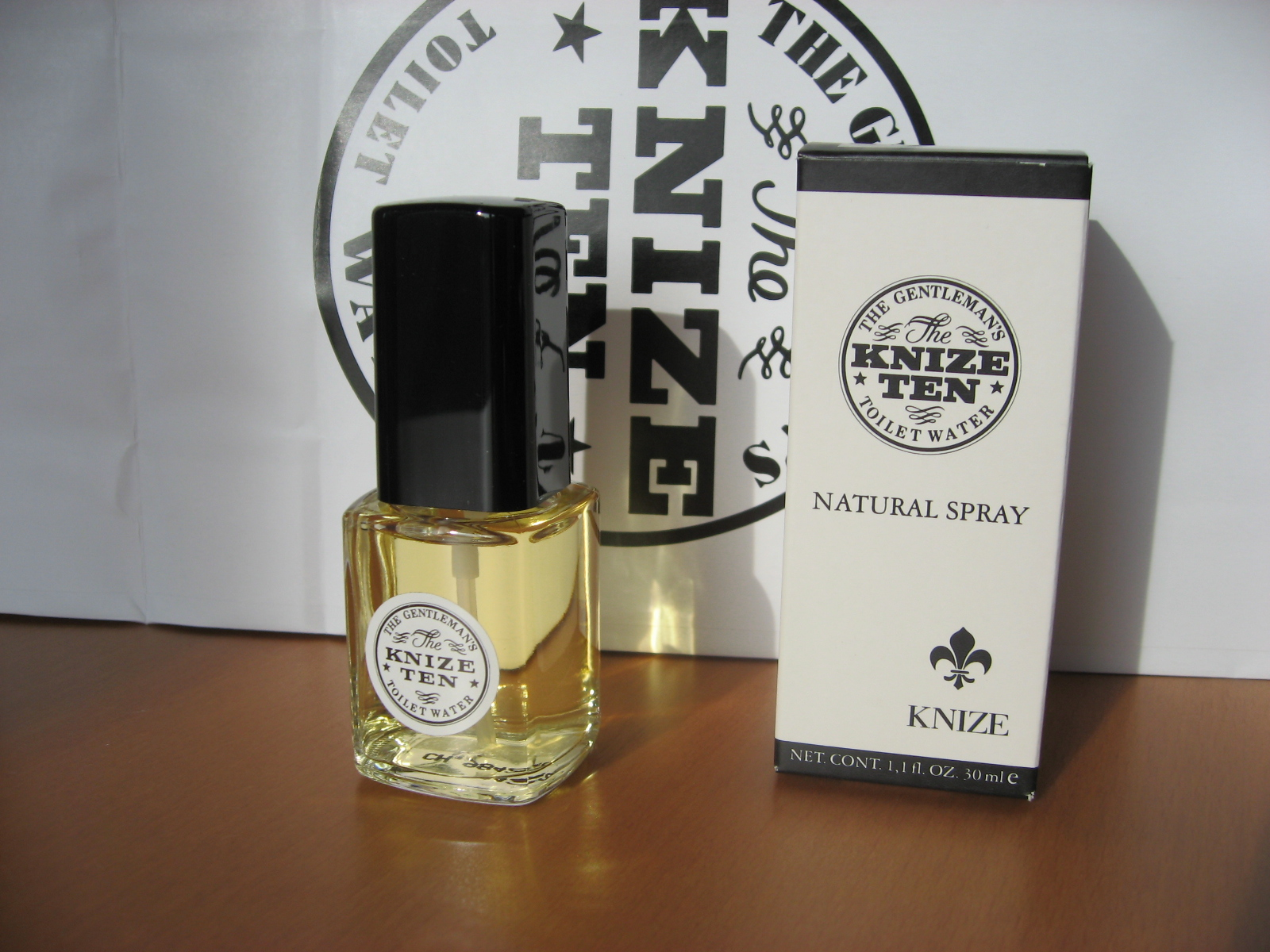
Knize Ten Herrenduft

Kniže & Comp. (deutsche Aussprache: [ˈkniːʃə] oder [ˈkniːʒə], tschechische Aussprache [ˈkɲiːʒɛ]) ist ein berühmter Herrenausstatter aus Wien und gilt seit den 1920er Jahren als erste Herrenmodemarke der Welt. Auch die erste Herrenduftserie „Knize Ten“ wurde vom Traditionshaus kreiert.

## Geschichte
Gegründet wurde Kniže 1858 vom am 17. März 1822 in Černívsko geborenen Schneider Josef Kniže. Er hatte sich auf Anfertigung von Sport-, Reitbekleidung und Livreen spezialisiert. Nach seinem Tod 1880 übernahm sein Sohn Josef jun. (1850–1888) zusammen mit Johann Kallina den Laden, der sich damals noch Am Hof 3 befand. Aufgrund von Schulden wurde jedoch das Arbeitsverhältnis mit Kallina bald aufgelöst. 1885 stieg der aus Neumarkt in Pommern stammende Albert Wolff in das Unternehmen ein und konnte die Finanzen wieder retten.
1873 wurde Kniže bei der Wiener Weltausstellung die „Fortschrittsmedaille“ verliehen. Ab 1874 durfte er den persischen sowie den osmanischen Hoftitel führen. Mit Erfolg konnte er weitere Arbeitskräfte einstellen; um die Zeit hatte er 15 Gehilfen, zahlreiche Stückmeister und zwei Zuschneider. Er verdrängte die englische Sportbekleidung vom österreichischen Markt und konnte sogar exportieren. Zu seinen Kunden gehörten die Herzöge von Mecklenburg und Oldenburg, Fürst Liechtenstein sowie der Jockey Club.
1886 ersuchte Kniže um den Wiener Hoflieferantentitel, wurde jedoch abgewiesen. Erst 1888 erhielt Kniže den Titel als „k.k. Hof-Schneider“. Josef Kniže starb im selben Jahr, Albert Wolff wurde Alleininhaber. Nach seinem Tod 1902 übernahm seine Witwe Gisela mit ihren vier Kindern Anna, Auguste, Fritz und Susanna den Betrieb. Ab 1904 hieß das Unternehmen Kniže & Comp. Da der Hoftitel personengebunden war, musste sie erneut um den Titel ansuchen und die Taxe zahlen.
Im Zeitalter der Belle Époque fand die kreative Geburtsstunde der Traditionsmarke statt. Im Jahr 1910–1913 wurde das heutige Geschäftslokal am Graben 13, einer der bekanntesten Wiener Geschäftsstraßen in der Wiener Innenstadt, vom Architekten Adolf Loos gestaltet und ist bis heute fast unverändert. Loos gestaltete auch die Filiale in Karlsbad (1921), das Geschäft an der Wilhelmstraße in Berlin (1924) und die Dependance an den Champs-Elysees 149 in Paris (1927–1928). Die Filiale in Prag wurde von seinem Mitarbeiter Heinrich Kulka gestaltet.
Thomas Bernhard beschreibt in seinem Werk „Wittgensteins Neffe“ eine Szene in Karlsbad, als Paul Wittgenstein sich zwei Fracks bei Kniže anfertigen ließ.
Kniže & Comp. war also sehr erfolgreich in seinem Bereich. 1915 wurde eine Wäschewarenerzeugung und ab 1922 ein Detailhandel für Herren eingeführt. 1922 konnte die Familie Wolff Ernst Dryden als Werbeberater gewinnen. Mit seiner Hilfe wurde Kniže zu einer der ersten Adressen der Modewelt. Er übertrug das Image des Polospiels auf die Produkte Kniže Ten, eine exklusive Palette von Toilettenartikel für Herren. Die Nummer 10 ist die höchste Vorgabe im Polospiel.
Eine weitere Filiale wurde 1937 in Bad Gastein eröffnet.
1935 änderte die Familie Wolff die Firma auf Wolff-Knize. Auf Grund ihrer jüdischen Abstammung mussten sie Österreich 1938 mit dem Anschluss an das Deutsche Reich verlassen. Sie emigrierten zuerst nach Paris, danach nach New York. Dort angekommen, wurde der Name komplett auf Knize umgeändert. In New York gründeten die Kniže 1941 ein Geschäft in der 56. Straße. Alte Kunden, die ebenfalls emigrieren mussten, bildeten wieder die Stammklientel und hielten dem Unternehmen die Treue.
In der Zwischenzeit wurde das Wiener Unternehmen von 1939 bis 1945 als Kniže & Co. Kommanditgesellschaft von den Angestellten geführt. Der Zweite Weltkrieg brachte schwere Verluste, das Geschäft an der Wilhelmstraße in Berlin wurde zerstört.
In der Nachkriegszeit verlor Kniže durch den Eisernen Vorhang die Filialen in Karlsbad und Prag.
1972 musste die Pariser Filiale geschlossen werden, 1974 die Filiale in New York. Ab 1976 beteiligte sich der aus Oberösterreich stammende ehemalige Praktikant Rudolf Niedersüß an dem Unternehmen, 1978 fusionierte sein Unternehmen C. M. Frank, auch ein ehemaliger k.u.k Hoflieferant, mit Kniže & Comp. Eine Damenkollektion wurde eingeführt.
1984 eröffnete Kniže ein Geschäftslokal für Herrenkonfektion in der Bräunerstraße, 1989 wurde der Laden am Graben erweitert.
Von 1992 bis 1993 renovierte der Architekt und Designer Professor Paolo Piva den ersten Stock und die historischen Loos-Salons. Die benachbarte ehemalige Buchhandlung Krey wurde zum neuen Damengeschäft adaptiert. Zur gleichen Zeit trat der älteste Sohn Bernhard Niedersüß ins Unternehmen ein.
2012 wurde wieder eine Filiale in Prag eröffnet.

## Berühmte Kunden
Vor allem Künstler waren in früherer Zeit Kunden bei Kniže. So bezahlte Oskar Kokoschka seine Anzüge mit Gemälden, für Marilyn Monroe wurden Blusen gefertigt, für Kurt Tucholsky Hemden, für Josephine Baker Skihosen. Auch Marlene Dietrich ließ sich bei Kniže Fracks für ihre Bühnenshows schneidern, und Billy Wilder stattete dem Haus bei seinem letzten Wienaufenthalt einen längeren Besuch ab. Georgia O’Keeffe ließ sich im New Yorker Geschäft Hosenanzüge schneidern. Kunden waren auch Maurice Chevalier sowie Laurence Olivier, Willi Forst und Fritz Lang sowie vornehmlich Führungspersönlichkeiten aus der Wirtschaft und Aristokraten wie König Juan Carlos von Spanien. Auch der NS-Gauleiter von Wien, Baldur von Schirach, war Kunde des Hauses.